# Acitretină
Acitretin (numele comerciale Soriatane și Neotigason) este un retinoid de a doua generație. Se administrează pe cale orală și este de obicei utilizat pentru psoriazis.
Acitretina este un retinoid oral utilizat în tratamentul psoriazisului rezistent sever. Din cauza potențialului de apariție a problemelor și a efectelor secundare severe, este utilizat în general numai în cazurile foarte severe de psoriazis care nu au răspuns la alte tratamente. Se leagă de receptorii nucleari care reglează transcripția genelor. Ele induc diferențierea keratinocitelor și reduc hiperplazia epidermică, ducând la încetinirea reproducerii celulare. Acitretina este ușor absorbită și distribuită pe scară largă după administrarea orală. Un efect terapeutic apare după două până la patru săptămâni sau mai mult.
Pacienții care au primit medicamentul sunt sfătuiți să nu dea sânge timp de cel puțin trei ani din cauza riscului de malformații congenitale.

## Efecte adverse
Acitretina este foarte teratogenă și este remarcată pentru posibilitatea apariției unor malformații congenitale severe. Nu trebuie utilizat de femeile însărcinate sau de femeile care intenționează să rămână gravide în decurs de 3 ani de la utilizarea acitretinei. Femeile active sexual aflate la vârsta fertilă care utilizează acitretină ar trebui să utilizeze, de asemenea, cel puțin două forme de control al nașterii concomitent. Bărbații și femeile care îl folosesc nu ar trebui să doneze sânge timp de trei ani după utilizare, din cauza posibilității ca sângele să fie folosit la o pacientă însărcinată și să provoace malformații congenitale. În plus, poate provoca greață, dureri de cap, mâncărime, piele uscată, roșie sau descuamată, ochi uscați sau roșii, buze uscate sau crăpate, buzele umflate, gură uscată, sete, acnee chistică sau căderea părului.

## Farmacocinetica
Este un metabolit al etretinatului, care a fost utilizat înainte de introducerea acitretinei. Etretinatul a fost întrerupt deoarece avea un indice terapeutic îngust, precum și un timp de înjumătățire prin eliminare lung (t1/2=120 de zile), ceea ce face dozarea dificil. În schimb, timpul de înjumătățire al acitretinei este de aproximativ 2 zile. Cu toate acestea, deoarece acitretina poate fi metabolizată inversă în etretinat care are un timp de înjumătățire extrem de lung, femeile trebuie să evite să rămână însărcinate timp de cel puțin trei ani după întreruperea tratamentului cu acitretin. Prin urmare, acitretina nu este, în general, recomandată femeilor aflate la vârsta fertilă cu risc de a rămâne însărcinate.